# Сэссё
Сэссё (яп. 摂政 сэссё:, «берущий управление») — императорский регент в Японии. Назначался в случае несовершеннолетия правящего императора или занятия престола императрицей. Традиционно избирался из членов императорской семьи, но с IX века стал назначаться из членов аристократического рода Фудзивара.

Императорская печать сэссё

Должность регента сэссё предусмотрено действующим японским законодательством, в частности Законом об Императорском доме 1947 года.
В историографии должность сэссё обычно переводится как «регент», если речь идёт о вестернизованной Японии XIX—XX веков. В научных трудах, посвящённых традиционной Японии, такой перевод встречается редко.

## История

### Традиционная Япония
Согласно японским письменным источникам «Нихон сёки» VIII века, первым регентом сэссё была полулегендарная японская императрица Дзингу (170—269). Однако факт использования ею этого титула и должности не подтверждён документами её эпохи. Соответственно, первым историческим регентом сэссё считается принц Сётоку. Он был назначен на эту должность указом императрицы Суйко в 593 году.
Традиционно регенты сэссё назначались из членов императорской семьи. Однако в 866 году эту должность занял Фудзивара-но Ёсифуса, глава рода Фудзивара, который не имел кровных связей с императорским домом. С тех пор её занимали исключительно подданные императора, главы или члены аристократических родов Японии.

### Современная Япония
Вопросу регента сэссё посвящены Статьи 16—21 раздела III Закона об Императорском доме Японии, действующего с 1949 года. Он предусматривает введение этой должности решением Совета Императорского дома в случае несовершеннолетия императора (Статья 16.1) или его неспособности исполнять государственные обязанности из-за тяжёлой болезни или по другим веским причинам (Статья 16.2). Назначение на должность регента сэссё происходит в следующем порядке: котайси или котайсон, принц крови или принц, императрица, императрица-мать, великая императрица-мать, императорская принцесса или принцесса (Статья 17.2). Как правило, на время исполнения обязанностей регент не может быть привлечён к уголовной ответственности (Статья 21).